# Danh sách khu dự trữ sinh quyển tại châu Mỹ Latinh và Caribê
Theo Chương trình con người và khu dự trữ sinh quyển của UNESCO, hiện nay có 120 khu dự trữ sinh quyển được công nhận như là một phần của mạng lưới khu dự trữ sinh quyển thế giới ở châu Mỹ Latinh và vùng Caribê. 120 khu dự trữ sinh quyển được phân bố tại 21 quốc gia trong khu vực. Dưới đây là danh sách cụ thể:

## Danh sách

### Argentina(14)
- Khu dự trữ sinh quyển San Guillermo (1980)
- Hồ Blanca (1982)
- Costero del Sur (1984)
- Ñacuñán (1986)
- Hồ Pozuelos (1990)
- Yabotí (1995)
- Đầm phá Mar Chiquita (1996)
- Đồng bằng Paraná (2000)
- Khu dự trữ sinh quyển Riacho Teuquito (2000)
- Hồ Oca cửa sông Paraguay (2001)
- Khu dự trữ sinh quyển của Yungas (2002)
- Khu dự trữ sinh quyển Andes Bắc Patagonia, (bao gồm các vườn quốc gia Lanín, Nahuel Huapi, Los Arrayanes, Lago Puelo, Los Alerces) (2007)
- Công viên Pereyra Iraola (2007)
- Khu dự trữ sinh quyển Valdés (2014)
- Patagonia Azul (2015)

### Bolivia(3)
- Pilon-Lajas (1977)
- Ulla Ulla (1977)
- Beni (1986)

### Brazil(6)
- Rừng Đại Tây Dương (bao gồm cả Vành đai xanh thành phố São Paulo) (1993)
- Cerrado (1993)
- Pantanal (2000)
- Caatinga (2001)
- Trung tâm Amazon (2001)
- Dãy núi Espinhaço (2005)

### Chile(10)
- Fray Jorge (1977)
- Juan Férnandez (1977)
- Torres del Paine (1978)
- Hồ San Rafael (1979)
- Lauca (1981)
- Araucarias (1983)
- La Campana-Peñuelas (1984)
- Cabo de Hornos (2005)
- Khu dự trữ sinh quyển Rừng mưa ôn đới Nam Andes (2007)
- Nhóm núi lửa Nevados de Chillán và Hồ Laja (2011)

### Colombia(5)
- Cinturón Andino (1979)
- Công viên tự nhiên Quốc gia El Tuparro (1979)
- Sierra Nevada de Santa Marta (1979)
- Ciénaga Grande de Santa Marta (2000)
- Quần đảo San Andrés, Providencia và Santa Catalina (2000)

### Costa Rica(4)
- Công viên quốc tế La Amistad (1982)
- Khu bảo tồn trung tâm núi lửa Cordillera Volcánica (1988)
- Aqua y Paz (2007)
- Khu dự trữ sinh quyển Savegre (2017)

### Cuba(6)
- Sierra del Rosario (1984)
- Cuchillas del Toa (1987)
- Bán đảo Guanahacabibes (1987)
- Baconao (1987)
- Ciénaga de Zapata (2000)
- Buenavista (2000)

### Cộng hòa Dominican(2)
- Vườn quốc gia Jaragua, Dãy núi Bahoruco và hồ Enriquillo (2002)
- Khu dự trữ sinh quyển xuyên quốc gia La Selle - Jaragua-Bahoruco-Enriquillo (cùng với Haiti) (2017)

### Ecuador(7)
- Archipiélago de Colón (Galápagos) (1984)
- Yasuni (1989)
- Sumaco (2000)
- Podocarpus-El Condor (2007)
- Khu dự trữ sinh quyển Macizo del Cajas
- Rừng khô ở Ecuador (2014)
- Khu dự trữ sinh quyển xuyên biên giới Bosques de Paz (cùng với Peru) (2017)

### El Salvador(3)
- Apaneca-Llamatepec (bao gồm Hồ miệng núi lửa Coatepeque và Núi lửa Izalco) (2007)
- Xiriualtique-Jiquitizco (2007)
- Khu dự trữ sinh quyển Trifinio (chung với Guatemala và Honduras) (2011)

### Guatemala(3)
- Maya (1990)
- Sierra de las Minas (1992)
- Khu dự trữ sinh quyển Trifinio (chung với El Salvador và Honduras) (2011)

### Haiti(2)
- Khu dự trữ sinh quyển La Selle (2012) (đổi thành Khu dự trữ sinh quyển xuyên quốc gia La Selle - Jaragua-Bahoruco-Enriquillo chung với Cộng hòa Dominican năm 2017)
- La Hotte (2016)

### Honduras(3)
- Khu dự trữ sinh quyển Río Platano (1980)
- Khu dự trữ sinh quyển Trifinio (chung với El Salvador và Guatemala) (2011)
- Khu dự trữ sinh quyển San Marcos de Colón (2017)

### México(41)
- Khu dự trữ sinh quyển Mapimí (1977)
- La Michilía (1977)
- Montes Azules (1979)
- Khu dự trữ sinh quyển El Cielo (1986)
- Khu dự trữ sinh quyển Sian Ka'an (1986)
- Khu dự trữ sinh quyển Sierra de Manantlán (1988)
- Khu dự trữ sinh quyển Calakmul (1993)
- El Triunfo (1993)
- Khu dự trữ sinh quyển El Vizcaíno (1993)
- Khu dự trữ sinh quyển Alto Golfo de California (1993)
- Các đảo thuộc Vịnh California (1995)
- Sierra Gorda (2001)
- Banco Chinchorro (2003)
- Sierra La Laguna (2003)
- Ría Celestún (2004)
- Ría Lagartos (2004)
- Vườn quốc gia Cumbres de Monterrey (2006)
- Vườn quốc gia Huatulco (2006)
- Khu dự trữ sinh quyển La Encrucijada (2006)
- La Primavera (2006)
- La Sepultura (2006)
- Laguna Madre và đồng bằng châu thổ Río Bravo (2006)
- Khu dự trữ sinh quyển Los Tuxtlas (2006)
- Maderas del Carmen (2006)
- Khu dự trữ sinh quyển bướm vua (2006)
- Pantanos de Centla (2006)
- Selva El Ocote (2006)
- Sierra de Huautla (2006)
- Khu dự trữ sinh quyển Volcán Tacaná (2006)
- Arrecife Alacranes (2006)
- Barranca de Metztilan (2006)
- Khu dự trữ sinh quyển Chamela-Cuixmala (2006)
- Cuatro Ciénegas (2006)
- Đảo Sistema Arrecifal Veracruzano (2006)
- Sierra de Alamos - Río Cuchujaqui (2007)
- Lagunas de Montebello (2009)
- Naha-Metzabok (2010)
- Khu dự trữ sinh quyển Los Volcanes (2010)
- Quần đảo Marías (2010)
- Khu dự trữ sinh quyển Tehuacán-Cuicatlán (2012)
- Đảo Cozumel (2016)

### Nicaragua(3)
- Bosawas (1997)
- Sông San Juan (2003)
- Đảo Ometepe (2010)

### Panama(2)
- Vườn quốc gia Darien (1983)
- Công viên quốc tế La Amistad (2000)

### Paraguay(3)
- Bosque Mbaracayú (2000)
- El Chaco (2005)
- Khu dự trữ sinh quyển Itaipu (2017)

### Peru(6)
- Vườn quốc gia Huascaran (1977)
- Vườn quốc gia Manu (1977)
- Noroeste Amotapes–Manglares (1977)
  - Vườn quốc gia Cerros de Amotape
  - Khu bảo tồn thú săn El Angolo
  - Khu dự trữ quốc gia Tumbes
  - Khu bảo tồn quốc gia Manglares de Tumbes (mở rộng năm 2016)
- Oxapampa-Ashaninka-Yanesha (2010)
  - Vườn quốc gia Yanachaga–Chemillén
  - Rừng phòng hộ San Matías-San Carlos
  - Khu dự trữ Cộng đồng Yanesha
  - Khu bảo tồn Cộng đồng El Sira
- Gran Pajatén (2016)
  - Vườn quốc gia Rio Abiseo
- Khu dự trữ sinh quyển xuyên biên giới Bosques de Paz (cùng với Ecuador) (2017)

### Saint Kitts và Nevis(1)
- St. Mary's (2011)

### Uruguay(2)
- Bañados del Este (1976)
- Khu dự trữ sinh quyển Bioma Pampa-Quebradas del Norte (2014)

### Venezuela(2)
- Alto Orinoco-Casiquiare (1993)
- Châu thổ Orinoco (2009)